# Arcangeloscia microphthalma
Arcangeloscia microphthalma är en kräftdjursart som beskrevs av Helmut Schmalfuss och Franco Ferrara 1978. Arcangeloscia microphthalma ingår i släktet Arcangeloscia och familjen Philosciidae. Inga underarter finns listade i Catalogue of Life.